# Wankendorf
Wankendorf – gmina w Niemczech w kraju związkowym Szlezwik-Holsztyn, w powiecie Plön, siedziba urzędu Bokhorst-Wankendorf..